# La Ventafocs
|  | Per a altres significats, vegeu «Ventafocs (desambiguació)». |

La Ventafocs és l'heroïna i també la princesa protagonista d'un popular conte de fades, basat en el motiu tradicional de l'opressió injusta seguida d'un rescat triomfal. El conte, originari de la Xina, forma part de la cultura popular de molts països i té centenars de versions arreu del món. A Occident, les versions més conegudes són la de Charles Perrault (que al seu torn està basada en una traducció de Giambattista Basile anomenada "La gatta Cennerentola" o la gata ventafocs), i la dels Germans Grimm. Com a versió estàndard moderna però, destaca la narrada a la pel·lícula d'animació de Walt Disney del 1950. La versió catalana més comuna que ha estandarditzat el nom de la Ventafocs per a aquest personatge en aquesta llengua és la recollida per Joan Amades. També se la coneix com: l'Aspirafocs, la Bufafocs, la Cendrellosa, la Cendrosa, la Cendrona, la Cendrera, la Pelleringa, la Cacigalla, la Fregallots, la Pellingots, la Pedaçots o la Fustots.

## Trama
La Ventafocs explica la història d'una noia jove molt bonica i molt dolça, que en morir-se la seva bonica i dolça mare i també el seu pare després d'haver-se casat per segon cop el seu pare amb la seva malvada madrastra, queda privada del paper de criada de la seva casa que li corresponia a la seva segona família, la seva malvada madrastra i les seves dues malvades germanastres. La seva malvada madrastra i les seves dues, cruels i malvades germanastres li imposen el paper d'esclava i criada domèstica i, com que l'odien tant, li posen el sobrenom de "la Ventafocs".
La vida de la Ventafocs canvia de cop quan s'assabenta que a la cort i al castell del príncep tindrà lloc un ball en el qual el príncep triarà la seva futura esposa i futura princesa del regne (en algunes variants de la història com per exemple en la versió francesa de Charles Perrault i també en la versió alemanya dels Germans Grimm hi ha tres balls).
En la versió francesa de Charles Perrault del conte de la Ventafocs amb l'ajut màgic de la seva fada protectora la Ventafocs pot acudir al ball, amb un meravellós vestit de seda de princesa (a pesar de l'oposició de la seva malvada madrastra i de les seves dues malvades germanastres). Al ball del príncep la Ventafocs atreu l'atenció del príncep amb el qual balla tota la nit. A les dotze de la nit però, la Ventafocs ha de marxar (ja que és l'hora en què es trenca l'encantament fet per la seva fada protectora). Però la Ventafocs se'n va tan de pressa que en la fugida perd una de les seves dues sabatetes de vidre o de cristall (en les versions en les quals hi ha tres balls la perd en el tercer i últim ball). El príncep, molt enamorat de la Ventafocs, troba la sabateta de vidre o de cristall i anuncia que es casarà amb l'única noia del regne que tingui els peus prou petits per calçar-la.
L'endemà els encarregats del príncep van per tot el regne fent provar la sabateta de vidre o de cristall a totes les noies joves, incloses les dues germanastres de la Ventafocs. En la versió alemanya de la història dels germans Grimm del conte de la Ventafocs les dues malvades germanastres de la Ventafocs proven d'enganyar el príncep, l'una tallant-se un dit i l'altra el taló per tal que els entri el peu a la sabateta daurada de la Ventafocs. Un ocell blau, però, avisa el príncep dels dos enganys de les dues malvades germanastres de la Ventafocs. Finalment, la Ventafocs demostra la seva identitat i es casa amb el príncep. I el final dels dos contes de la Ventafocs tant com en el de Charles Perrault com en els dels Germans Grimm són dos finals diferents: en la primera versió del conte de la Ventafocs de Charles Perrault, la Ventafocs té un final feliç i es casa amb el príncep. La seva malvada madrastra i les seves dues germanastres són perdonades al final del conte de Charles Perrault i es tornen tres bones persones i les seves dues germanastres es casen amb dos senyors nobles de la cort i del castell del príncep i en el final d'aquesta primera versió del conte de la Ventafocs de Charles Perrault tots viuen feliços per sempre més, però en la segona versió del conte de la Ventafocs dels Germans Grimm, les dues envejoses i malvades germanastres de la Ventafocs i la seva mare, la malvada madrastra de la Ventafocs, acaben malament i son castigades per ser tan dolentes amb la Ventafocs: la primera germanastra de la Ventafocs es talla amb el ganivet els dits dels peus i la segona germanastra de la Ventafocs es talla amb el ganivet el taló perquè els entri als seus peus la sabateta daurada de la Ventafocs. En anar al casament de la Ventafocs amb el príncep, els coloms els treuen els ulls amb els seus becs a la malvada madrastra de la Ventafocs i també a les dues malvades germanastres de la Ventafocs per ser tan dolentes amb la pobra Ventafocs. Les dues malvades germanastres de la Ventafocs i la seva mare, la malvada madrastra de la Ventafocs, acaben quedant-se cegues al final del conte dels Germans Grimm per dolentes com a càstig per ser tan dolentes amb la pobra Ventafocs.
En la versió alemanya dels germans Grimm del conte de la Ventafocs, el personatge de la fada bona i padrina de la Ventafocs no existeix i no apareix en el conte de la Ventafocs dels Germans Grimm igual que en el conte francès de la Ventafocs Charles Perrault, sinó que el vestit de princesa i les sabatetes són d'or i d'argent, i no de vidre igual que el conte francès de Charles Perrault, i apareixen en un arbre màgic que ha crescut al costat de la tomba de la seva mare i del seu pare morts. Com en les versions en les quals sí que apareix la fada bona i padrina de la Ventafocs, com en el conte francès de Charles Perrault, representa la voluntat de la mare de la Ventafocs i també del pare de la Ventafocs, indignada per la crueltat de la malvada madrastra de la Ventafocs i de les dues malvades germanastres de la Ventafocs. També l'ocell blau que ajuda al príncep en la recerca de la Ventafocs (revelant-li al príncep que les dues malvades germanastres de la Ventafocs i la seva malvada mare, la malvada madrastra de la Ventafocs, el tracten d'enganyar) representa la mare de la Ventafocs i el pare de la Ventafocs.

## Versions de la Ventafocs
La "Ventafocs" apareix en unes altres tres-centes versions en diferents tradicions populars. La versió més antiga sembla la xinesa, escrita per Tuan Ch'ing-Shih. Molts dels elements del conte deriven de l'original de Ch'ing-Shih, com per exemple els diminuts peuets de la princesa protagonista, signe de noblesa i distinció a la cultura xinesa. En efecte, la versió xinesa emfatitzava el fet que la Ventafocs (anomenada Yen-Shen) tenia "els peus més petits del regne". A les versions occidentals successives és un fet molt estrany i desconegut el perquè el príncep esperava que només una noia del regne fos capaç de calçar la minúscula sabateta d'or i d'argent en la versió del conte dels Germans Grimm i en l'altra una sabateta de vidre o de cristall en la versió del conte de Charles Perrault. Potser és per això que en algunes versions no es tracta d'una sabateta sinó d'un anell o d'un braçalet.
El fet que la sabateta fos de cristall o de vidre i la fada protectora de la Ventafocs apareixen només en la versió francesa del conte de la Ventafocs de Charles Perrault i les seves derivades (per exemple la versió cinematogràfica de Disney de la Ventafocs de l'any 1950 està basada en el conte de Charles Perrault), i sembla que es deu a un toc creatiu de l'autor francès Charles Perrault, inspirat segurament per l'alt valor del cristall al segle xvii. A la versió alemanya del conte de la Ventafocs variant dels Germans Grimm, es tractava d'una sabateta d'or i d'argent i no d'una sabateta de cristall o de vidre com en la versió francesa del conte de la Ventafocs de Charles Perrault i en la versió alemanya del conte de la Ventafocs dels Germans Grimm no apareix la fada bona i padrina de la Ventafocs com en la versió francesa del conte de la Ventafocs de Charles Perrault sinó que apareix un arbre màgic que li dona i li concedeix el bonic i meravellós vestit de princesa a la Ventafocs i també el parell de sabates que són d'or i d'argent, i no de cristall o de vidre com en la versió francesa del conte de la Ventafocs de Charles Perrault.
Algunes altres versions que es poden recordar especialment són Vassilissa la bella (russa), Peldicenere (anglesa) i La gatta Cenerentola (escrit en napolità per Giambattista Basile en 1634). Els elements variables són molt nombrosos; es pot dir que cada grup social i cada poble hauria canviat alguns elements del conte, emfatitzant alguns i eliminant o modificant altres per tal de reflectir la situació general en diversos contextos socials i històrics.
La versió de l'antic Egipte del conte era protagonitzada per la cortesana Rodopis i està recollida al llibre The Egyptian Cinderella de Shirley Climo.

## Versions als mitjans

### Òpera
- La Cenerentola (Gioacchino Rossini)
- Cendrillon (Jules Massenet)
- La Cenicienta (Jorge Peña Hen)
- La Gatta Cenerentola (Roberto de Simone i la Nova Companyia de Cant Popular).

### Ballet
- Aschenbroedel (Johann Strauss)
- Cinderella (Serguei Prokófiev)

### Cinema
- Cenerentola, pel·lícula del 1948 de Fernando Cerchio.
- La Ventafocs, pel·lícula d'animació del 1950 de Walt Disney.
- Tři oříšky pro Popelku ("Tres nous per a la Ventafocs"), pel·lícula txecogermànica del 1973.

### Teatre
- La Ventafocs, espectacle musical estrenat a La Faràndula de Sabadell el 2010, amb text de Quim Carné i música de Joan B. Torrella